# Ayaka's History 2006-2009
『ayaka's History 2006-2009』（アヤカズ・ヒストリー - ）は、2009年9月23日に発売された絢香のベストアルバム。

## 解説
自身初のベストアルバム。オリジナルアルバムを含めると、前作『Sing to the Sky』から約1年3ヶ月ぶり。『History DVD付（初回限定盤 2CD+DVD）』、『Photo Book付き（初回限定盤 2CD）』、通常盤の3形態同時リリースに加え、2CDのみのレンタル専用が存在する。
DISC 1には絢香のA面シングル表題曲（コラボレーション作、配信限定含む）を収録。また、初回限定盤収録のDISC 2には、アルバム・カップリング曲からファンの投票で選ばれた上位10曲と、ボーナストラックとして「みんな空の下」のピアノバージョンを収録。DVD付き初回限定盤に付属しているDVDには、シングル曲全てのビデオクリップと、ドキュメンタリー映像を収録。1stアルバム『First Message』以来のミリオンに認定された。
2017年9月時点でTSUTAYAにおいて累計236万回以上がレンタルされ、同時点でTSUTAYAにおけるベスト盤のレンタル回数では歴代11位である。

## 収録曲

### CD

#### DISC:1
1. I believe
  - 作詞：絢香 / 作曲：西尾芳彦、絢香 / 編曲：L.O.E

1stシングル。TBS系ドラマ『輪舞曲』主題歌。
Monthly A Music selected by 5Kansai AM stations
2. melody
  - 作詞：絢香 / 作曲：西尾芳彦 / 編曲：L.O.E

2ndシングル「melody〜SOUNDS REAL〜」。
3. Real voice
  - 作詞：絢香 / 作曲：西尾芳彦 / 編曲：L.O.E

3rdシングル。フジテレビ系ドラマ『サプリ』主題歌。
4. 三日月
  - 作詞：絢香 / 作曲：西尾芳彦、絢香 / 編曲：L.O.E

4thシングル。KDDI・沖縄セルラー電話『au LISMO!』CMソング。
NHK情報番組『未来観測 つながるテレビ@ヒューマン』テーマソング。
5. WINDING ROAD（絢香×コブクロ）
  - 作詞・作曲・編曲：小渕健太郎、黒田俊介、絢香

日産キューブCMソング。
6. Jewelry day
  - 作詞：絢香 / 作曲：西尾芳彦 / 編曲：L.O.E

5thシングル。映画『ラストラブ』（松竹系）主題歌。
7. CLAP&LOVE
  - 作詞：絢香 / 作曲：西尾芳彦、絢香 / 編曲：松浦晃久

6thシングル「CLAP&LOVE／Why」の1曲目。TBS系列ドラマ『地獄の沙汰もヨメ次第』主題歌。
8. Why
  - 作詞：絢香 / 作曲：西尾芳彦、絢香 / 編曲：L.O.E

6thシングル「CLAP&LOVE／Why」の2曲目。PSP用ソフト『CRISIS CORE -FINAL FANTASY VII-』テーマソング。
9. For today
  - 作詞：絢香 / 作曲：西尾芳彦、絢香 / 編曲：L.O.E

配信限定シングル。江崎グリコ『ポッキー』CMソング。
10. 手をつなごう
  - 作詞：絢香 / 作曲：西尾芳彦、絢香 / 編曲：L.O.E

7thシングル「手をつなごう／愛を歌おう」の1曲目。アニメ映画『ドラえもん のび太と緑の巨人伝』主題歌。
11. 愛を歌おう
  - 作詞：絢香 / 作曲:西尾芳彦、絢香 / 編曲：十川知司

7thシングル「手をつなごう／愛を歌おう」の2曲目。ボーテ ド コーセー『エスプリーク プレシャス』CMソング。
12. おかえり
  - 作詞：絢香 / 作曲：西尾芳彦、絢香 / 編曲：松浦晃久

8thシングル。フジテレビ系ドラマ『絶対彼氏〜完全無欠の恋人ロボット〜』主題歌。
13. あなたと（絢香×コブクロ）
  - 作詞・作曲・編曲：小渕健太郎、黒田俊介、絢香

日産キューブCMソング。
14. 夢を味方に
  - 作詞：絢香 / 作曲：絢香、蔦谷好位置 / 編曲：松浦晃久

9thシングル「夢を味方に／恋焦がれて見た夢」の1曲目。進研ゼミ高校講座CMソング。
15. 恋焦がれて見た夢
  - 作詞・作曲：絢香 / 編曲・ストリングスアレンジ：常田真太郎（スキマスイッチ）

9thシングル「夢を味方に／恋焦がれて見た夢」の2曲目。テレビ東京系アニメ『クロスゲーム』エンディングテーマ。
16. みんな空の下
  - 作詞・作曲：絢香 / 編曲：松浦晃久

10thシングル。花王「アジエンス」CMソング。

#### DISC:2
※初回限定盤DVD付き、初回限定盤Photo Book付きのみ付属
1. 夢のカケラ
1stシングル「I believe」のカップリング曲。
2. ブルーデイズ
2ndシングル「melody〜SOUNDS REAL〜」のカップリング曲。
3. Sky
2ndアルバム『Sing to the Sky』収録曲。
4. Peace loving people
3rdシングル「Real voice」c/w
5. POWER OF MUSIC
2ndアルバム『Sing to the Sky』収録曲。
6. 今夜も星に抱かれて…
2ndアルバム『Sing to the Sky』収録曲。
7. グンナイベイビー
2ndアルバム『Sing to the Sky』収録曲。
8. Start to 0 (Love)
1stアルバム『First Message』収録曲。
9. 君がいるから
2ndアルバム『Sing to the Sky』収録曲。
10. ありがとう。
10thシングル「みんな空の下」のカップリング曲。

<Bonus Track>
みんな空の下 <Piano ver.>
10thシングル「みんな空の下」のピアノバージョン。

### DVD
※初回限定盤DVD付きのみ付属
-MUSIC VIDEO-
1. I believe
2. melody
3. Real voice
4. 三日月
5. WINDING ROAD（絢香×コブクロ）
6. Jewelry day
7. CLAP&LOVE
8. Why
9. For today
10. 手をつなごう
11. おかえり
12. あなたと（絢香×コブクロ）
13. 夢を味方に
14. みんな空の下

-SPECIAL MOVIE-
ayaka's Real Backstage & Documentary 2009